# Konsumo Respeto
Konsumo Respeto fue una banda de punk rock con influencias celtas surgida en Alicante a mediados de 1999, disuelta en 2013 y volviendo a la actividad en 2015, pero volviendo a separarse en 2022.

## Historia
Durante sus dos primeros años el grupo se centró en actuar en numerosos conciertos, siendo el primero en septiembre de 2000. Aparecieron en varias recopilaciones de punk, hasta que grabaron su primera maqueta. Ésta tuvo una gran acogida entre su público, y en verano de 2002 grabaron con Tintorrock Producciones el que sería su primer L.P., Ahora que se ha ido el Sol. Cuenta con varias colaboraciones de algunos grupos como Transfer, Sabandijas o Furia Urbana.
Tras algunos cambios en la formación, entre 2004 y 2005 editaron junto con Discos El Garaje su segundo disco, Si te he visto no me acuerdo. Este disco tiene un punto algo más maduro y serio, aunque fiel al estilo de la banda. El grupo realizó una gira de presentación de este álbum actuando en diversos puntos de la península y volviendo por segunda vez a México.
En el año 2008 lanzan su tercer disco titulado Como te iba diciendo, compuesto de 11 temas nuevos y un DVD de su anterior gira por México.
El 6 de febrero de 2011 el grupo publicó su cuarto álbum, Elige la ruina. Un disco autoproducido y compuesto de 11 temas que siguen la línea de su trabajo anterior, pero con sonido y letras más elaboradas.
El 24 de septiembre de 2012 anuncian su separación en la siguiente declaración:

Tras 13 años, 4 discos y cientos de conciertos, creemos que ha llegado el momento de poner punto y final a esta historia. Ha sido    una época inolvidable y una experiencia increíble. Gracias a todos los que nos habéis apoyado a lo largo de nuestra trayectoria. Hasta siempre!!

Anunciando de paso lo que serían sus tres últimos conciertos de despedida para 2013 (dos de ellos en Colombia) y el último en España - Alicante.
En octubre de 2015 anuncian mediante un comunicado en su Facebook la vuelta del grupo:
"Tras despedirnos de los escenarios en marzo de 2013, Konsumo Respeto hemos decidido volver a la carga en el 2016. Regresamos con las energías, las ganas y las ilusiones renovadas, manteniendo la esencia y ansiosos por arrancar de nuevo. Además anunciamos la grabación a
principios de año de un nuevo disco que será el quinto trabajo de estudio del grupo y que podréis escuchar a finales de marzo. También confirmamos el fichaje por El Garaje Producciones como agencia de management & contratación de la banda y,  ya para terminar,  os esperamos ver a todos y a todas en el primer concierto que daremos en la vuelta a los escenarios:  el Viña Rock!!
Firmado: Alberto, Jorge, Blai, Lea, Robe, Iván y Datán (Konsumo Respeto)"
Konsumo Respeto se encuentra emparentado con la banda de Euskadi Piperrak ya que Roberto y Josetxu son cuñados.

## Discografía

### Álbumes
- 2002 - "Ahora que se ha ido el sol".
- 2005 - "Si te he visto no me acuerdo".
- 2008 - "Como te iba diciendo...".
- 2011 - "Elige la ruina".
- 2016 - "Recaída".

### EP
- 2018 - "Los primeros días de la Ley seca"

### Otro material
- "Tintorrock 2003 - Un golpe más".
- Recopilatorio - "Punk 2ª Generación".
- Recopilatorios - "Marcelino punk y vino" - volumen 1.
- Recopilatorios - "Marcelino punk y vino" - volumen 2.
- Recopilatorio - "Macrogachas calenticas".
- Recopilatorio - "Un Mundo Mejor es Posible".
- Recopilatorio - "La Línea blanca Records".

## Componentes de la banda
- Jorge - Voz.
- Blai - Batería.
- Lea - Bajo.
- Alberto V. - Guitarra.
- Robe - Guitarra.
- Datán - Gaita y flauta.
- Iván - teclados

## Componentes anteriores
- Ramon Bauza - Guitarra.
- Pablo Yarza - Flauta y gaita.
- Alberto Aznar - Guitarra.
- Javi Aznar - Bajo.
- Victor Viagra - Flauta y gaita.
- Andreu - Batería